# Яне Ботков
Яне Иванов Ботков е български общественик и революционер от Българското възраждане в Македония.

## Биография
Ботков е роден в 1815 година в заможно семейство от град Мехомия, тогава в Османската империя. Учи в родния си град при Михаил Манзурски. Заедно с баща си е ктитор на църквата „Свети Георги“. В 1876 година влиза в революционния комитет, подготвящ въстание в Разложко. Арестуван е от властите, но освободен след подкуп. Ботков подпомага развитието на българската просвета в Разлога като поема обучението на деца в Сяр и Солун. Умира в родния си град в 1899 година.
Яне Ботков е дядо на революционера Димитър Ботков.